# Frameserver
Ein Frameserver ist eine Software, die einem Programm eine Videodatei (gegebenenfalls zusammen mit Audiodaten) vorgaukelt. Tatsächlich sendet der Frameserver einen Datenstrom aus vollständigen Frames direkt an Programme, in erster Linie Videobearbeitungsprogramme.
Ein Frameserver wird in der Regel dazu verwendet, um Videos zu bearbeiten, zum Beispiel zur Bildverbesserung.